# Caulorhiza
Caulorhiza — рід грибів родини Tricholomataceae. Назва вперше опублікована 1979 року.

## Класифікація
До роду Caulorhiza відносять 3 види:
- Caulorhiza hygrophoroides
- Caulorhiza trullisatipes
- Caulorhiza umbonata